# متیو مندی
متیو مندی (انگلیسی: Matthew Mendy؛ زادهٔ ۱۳ ژوئن ۱۹۸۳) بازیکن فوتبال اهل گامبیا بود.
از باشگاه‌هایی که در آن بازی کرده است می‌توان به باشگاه فوتبال اوردینگن ۰۵ و باشگاه فوتبال بالزان اشاره کرد.
وی همچنین در تیم‌های ملی فوتبال گامبیا بازی کرده است.